# Ylämaa

Wappen der ehemaligen Gemeinde Ylämaa

Ylämaa [ˈylæmɑː] war bis 2009 eine selbständige Gemeinde im Südosten Finnlands. Sie wurde 1925 aus Teilen von Säkkijärvi gebildet, zum 1. Januar 2010 wurde die der Stadt Lappeenranta eingemeindet. Zu Ylämaa zählten das Kirchdorf Lahnajärvi als Verwaltungszentrum sowie die umliegenden Dörfer Häsälä, Hujakkala, Hyttilä, Ihaksela, Kallola, Lavola, Nurmela, Nutikka, Paakkala, Rumpu, Säämälä, Sirkjärvi, Timperilä, Väkevälä, Villala und Ylijärvi. Die Gemeinde hatte eine Fläche von 408,9 km² und zuletzt 1.408 Einwohner. Bekannt ist die Gegend für ihr Vorkommen des seltenen Edelsteins Spektrolith.

## Geschichte
Bis 1925 gehörte Ylämaa zur Gemeinde Säkkijärvi, dem heutigen Kondratjewo in der russischen Oblast Leningrad. Der Name Ylämaa (finnisch für „Oberland“) bezieht sich auf die gegenüber dem an der Küste gelegenen Südteil Säkkijärvis erhöhte Lage.
Die Grenzen der Gemeinde wurden 1944 nach der Niederlage Finnlands im Fortsetzungskrieg neu bestimmt, als Finnland große Teile Kareliens an die Sowjetunion abtrat und Ylämaa so zur Grenzgemeinde wurde. Die neue, mit dem Lineal gezogene Grenze zwischen den beiden Staaten verlief schräg durch die Gemarkungen von Ylämaa und seiner Nachbargemeinden Säkkijärvi und Vahviala. Ylämaa selbst verlor ein rund 12 km² großes Gebiet mit der Ortschaft Timperilä. Fast ganz Säkkijärvi und Vahviala (das heutige Jaschino) wurden der Sowjetunion zugeschlagen und die Bevölkerung nach Finnland evakuiert. Nur der äußerste Norden der beiden Gemeinden, darunter die Dörfer  Väkevälä und Häsäla, verblieb bei Finnland und wurde 1946 zwischen den Gemeinden Ylämaa, Miehikkälä und Lappee aufgeteilt.
Das Wappen der ehemaligen Gemeinde Ylämaa wurde vom Heraldiker Olof Eriksson entworfen. Die Blasonierung lautet: in Grün durch Tannenreisschnitt geteilt ein silbernes Schildhaupt.

## Spektrolithgewinnung

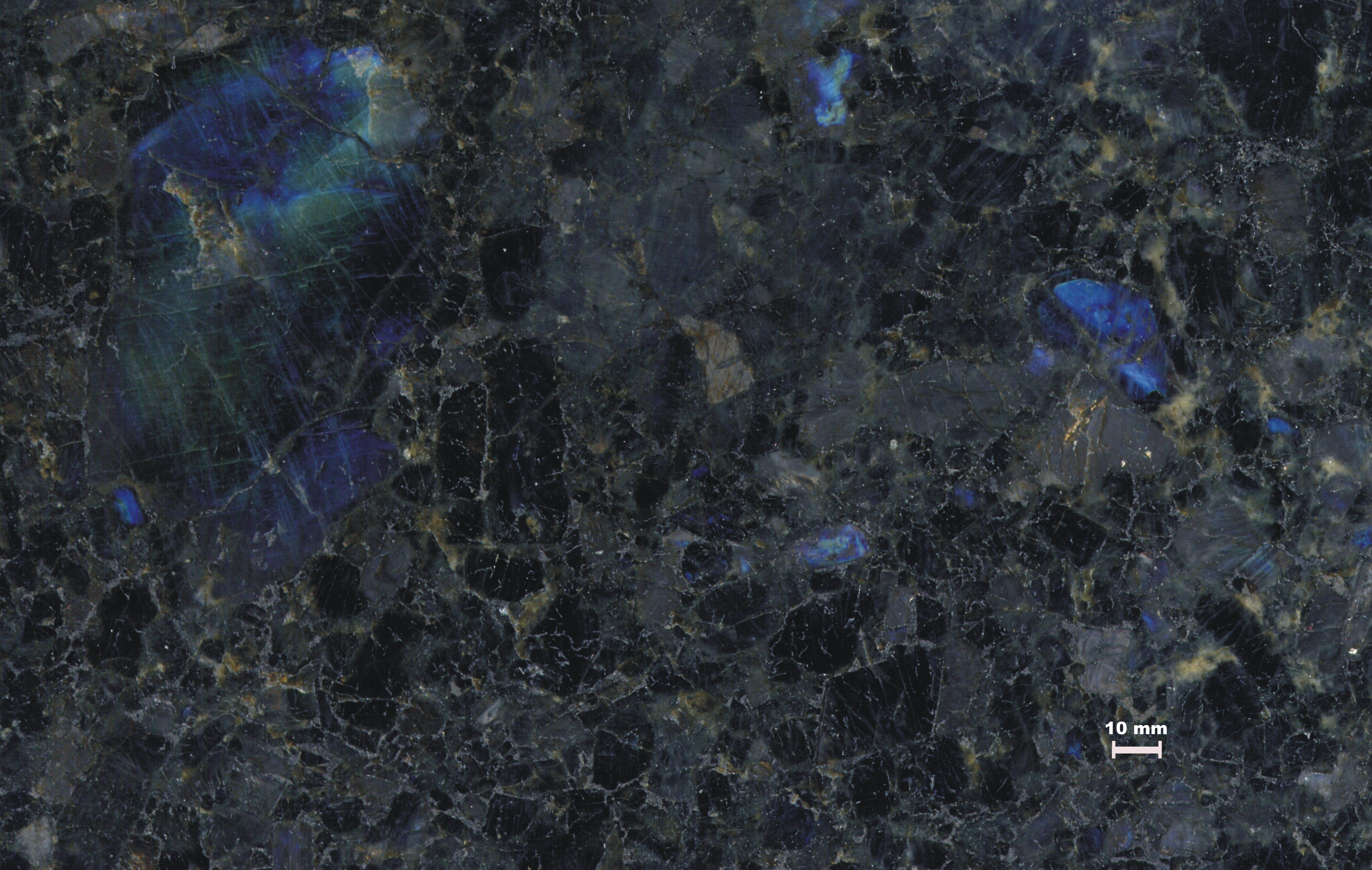
Der Anorthosit von Ylämaa

Beim Ausheben von Stellungen der Salpalinie, einem Befestigungssystem an der sowjetischen Grenze, wurden 1941 Gesteinsvorkommen von Anorthosit und petrografisch verwandter Gabbroide im Gemeindegebiet von Ylämaa entdeckt. Dieses Gesteine enthalten das Mineral Spektrolith bzw. Labradorit. Das ist eine sehr seltene Varietät des Minerals Plagioklas. Nur der edle Feldspat von Ylämaa, der in allen Spektralfarben schillert, wird Spektrolith genannt. In den 1940er und 1950er Jahren begann der planmäßige Abbau dieses Schmucksteins und des Werksteins, die neben der Landwirtschaft den Haupterwerbszweig der Gemeinde darstellen. 2009 war rund die die Hälfte der etwa in Ylämaa registrierten Unternehmen in der Gewinnung oder Verarbeitung dieser mineralischen Rohstoffe tätig.
Auch als touristische Attraktion werden die Schmucksteinvorkommen vermarktet. So gibt es ein „Edelsteindorf“ (Jalokivikylä) mit einer Edelsteinschleiferei, Geschäften mit Verkaufsausstellungen und einem angeschlossenen Edelsteinmuseum, geplant wird der Bau einer 30–50 Meter hohen Pyramide aus Granit. Jedes Jahr Ende Juni findet eine Edelsteinmesse statt.